# Kilometer (sång)
Kilometer är en låt av den franska musikern Sébastien Tellier. Låten är den fjärde singeln från albumet Sexuality, och den återspeglar Telliers syn på tysk sexualitet, "en blandning av amerikansk sensualism och kall, teutonsk precision"..